# Чънг Тън Санг
Чънг Тън Санг (на виетнамски: Trương Tấn Sang) е настоящият президент на Виетнам.
Става президент на страната с гласуване в Народното събрание на Виетнам през юли 2011 г.
Член е на Политбюро (ръководния орган на Виетнамската комунистическа партия) от 1996 г. Секретар е на партията в Хошимин от 1996 до 2000 г.